# Patricia Duncker
Patricia Marjory Duncker (Kingston, 29 giugno 1951) è una scrittrice britannica.

## Biografia
Nata a Kingston nel 1951 da madre inglese e padre giamaicano, dopo gli studi in Inghilterra, ha lavorato in Germania prima di laurearsi al St Hugh's College e insegnare inglese al Newnham College di Cambridge.
Dal 1993 al 2002 ha insegnato letteratura all'Università di Aberystwyth, dal 2002 al 2006 scrittura creativa all'Università di East Anglia e dal 2007 è titolare della cattedra di letteratura moderna all'Università di Manchester.
Ha esordito nella narrativa nel 1996, a 45 anni, con il romanzo Demoni e muse, vincendo l'anno successivo il McKitterick Prize destinato agli esordienti over 40.
In seguito ha dato alle stampe, al 2018, altri 5 romanzi, due raccolte di racconti, una di saggi oltre ad interventi in riviste e antologie.

## Opere principali

### Romanzi
- Demoni e muse (Hallucinating Foucault, 1996), Vicenza, Neri Pozza, 2005 traduzione di Isabella Zani ISBN 88-7305-892-2.
- James Miranda Barry (1999)
- Lo spazio mortale che ci divide (The Deadly Space Between, 2002), Vicenza, Neri Pozza, 2003 traduzione di Monica Pareschi ISBN 88-7305-947-3.
- Miss Webster and Chérif (2006)
- The Strange Case of the Composer and His Judge (2009)
- Sophie and the Sibyl (2015)

### Racconti
- Monsieur Shoushana's Lemon Trees (1997)
- Sette storie di sesso e morte (Seven Tales of Sex and Death, 2003), Vicenza, Neri Pozza, 2007 traduzione di Isabella Zani ISBN 978-88-545-0099-0.

### Antologie
- Crossing the Border (1998)

### Saggi
- Writing on the Wall: Selected Essays (2002)

## Riconoscimenti
- McKitterick Prize: 1997 per Demoni e muse